# 天星桥街道
天星桥街道，是中华人民共和国重庆市沙坪坝区下辖的一个乡镇级行政单位。

## 行政区划
天星桥街道下辖以下地区：
石碾盘社区、小正街社区、天陈路社区、晒光坪社区、柑子村社区、都市花园社区、红糟房社区、梨树湾社区和泉景社区。